# Sparkasse Koblenz
Die Sparkasse Koblenz ist eine rheinland-pfälzische Sparkasse mit Sitz in Koblenz. Sie ist eine Anstalt des öffentlichen Rechts und entstand am 1. Juli 1974 aus der Fusion der Kreis- und der Stadtsparkasse Koblenz.

## Organisationsstruktur
Das Geschäftsgebiet der Sparkasse Koblenz umfasst die kreisfreie Stadt Koblenz sowie einen Teil des Landkreises Mayen-Koblenz (der frühere Landkreis Koblenz). Träger der Sparkasse ist der Zweckverband Sparkasse Koblenz, dem die Stadt Koblenz und der Landkreis Mayen-Koblenz angehören. Rechtsgrundlagen sind das Sparkassengesetz für Rheinland-Pfalz und die Satzung der Sparkasse. Organe der Sparkasse sind der Verwaltungsrat und der Vorstand.
Die Sparkasse Koblenz ist Mitglied des Sparkassenverbandes Rheinland-Pfalz und über diesen auch im Deutschen Sparkassen- und Giroverband.

## Geschäftszahlen
Die Sparkasse Koblenz wies im Geschäftsjahr 2024 eine Bilanzsumme von 5,788 Mrd. Euro aus und verfügte über Kundeneinlagen von 4,312 Mrd. Euro. Gemäß der Sparkassenrangliste 2024 liegt sie nach Bilanzsumme auf Rang 75. Sie unterhält 38 Filialen/Selbstbedienungsstandorte und beschäftigt 786 Mitarbeiter. Sie ist die zweitgrößte Sparkasse in Rheinland-Pfalz.

## Sparkassen-Finanzgruppe
Die Sparkasse Koblenz ist Teil der Sparkassen-Finanzgruppe und gehört damit auch ihrem Haftungsverbund an. Er sichert den Bestand der Institute und sorgt dafür, dass sie auch im Fall der Insolvenz einzelner Sparkassen alle Verbindlichkeiten erfüllen können. Die Sparkasse vermittelt Bausparverträge der regionalen Landesbausparkasse, offene Investmentfonds der Deka und Versicherungen der Provinzial Rheinland. Im Bereich des Leasing arbeitet die Sparkasse Koblenz mit der  Deutschen Leasing zusammen. Die Funktion der Sparkassenzentralbank nimmt die Landesbank Baden-Württemberg wahr.

## Geschichte

### Geschäftliche Entwicklung
Der Vorläufer der Sparkasse Koblenz geht auf einen Erlass vom 20. April 1804 durch den französischen Präfekten Mouchard de Chaban zur Gründung eines Pfandhauses zurück. Koblenz hatte zu dieser Zeit etwa 10.000 Einwohner und gehörte zum französischen Département de Rhin-et-Moselle. Präfekt Chaban stattete das neue Institut mit 100.000 Francs aus. Nach dem Wiener Kongress 1815 kümmerten sich die Preußen um das Pfand- und Leihhaus. Das später Leih- und Sparkasse heißende Institut war für den gesamten Regierungsbezirk zuständig und blieb bis 1843 das einzige Geldinstitut in der Region. Nachdem die Stadt Koblenz 1845 ein eigenes Pfandhaus gegründet hatte, wurde das alte Institut aufgelöst und eine städtische Sparkasse eröffnet.
Die städtische Sparkasse in Ehrenbreitstein wurde 1885 gegründet und kam infolge der Eingemeindung von Ehrenbreitstein im Jahr 1937 zur Stadtsparkasse Koblenz. Am 26. März 1892 folgte die Gründung einer Kreissparkasse für den Kreis Koblenz.
Durch den Ersten Weltkrieg und die darauffolgende Besetzung des Rheinlands durch die Siegermächte konzentrierten sich beide Sparkassen hauptsächlich auf die Finanzierung von Lebensmittelkäufen und die Familienunterstützung durch die kommunalen Körperschaften. Nach der durchgestandenen Hyperinflation und der Einführung der Rentenmark gingen die meisten Konten unter und die Stadtsparkasse wies nur noch ein gesamtes Sparguthaben von 8.000 Rentenmark aus.
Im Zweiten Weltkrieg wurden bei Luftangriffen die Hauptstellen beider Sparkassen in Koblenz zerstört. Der Geschäftsbetrieb der Stadtsparkasse wurde in der Zweigstelle in Ehrenbreitstein betrieben, der der Kreissparkasse in einem Hotel in Stolzenfels. Nach dem Krieg ließen die Amerikaner vorerst nur den Betrieb der Kreissparkasse zu, da sie noch über größere Geldbestände verfügte. Das Abheben von Geld wurde zwischenzeitlich verboten.
Am 1. Juli 1974 fusionierten Stadt- und Kreissparkasse zur Sparkasse Koblenz. Notwendig wurde die Fusion vor allem wegen der vorangegangenen Gebietsreform in Rheinland-Pfalz. Die alte Hauptstelle der Sparkasse in der Bahnhofstraße wurde 1977/1978 durch einen Neubau ersetzt. 

### Überfälle auf Geschäftsstellen
Bei einem Raubüberfall zusammen mit vier Komplizen erschoss Dieter Freese am 14. Februar 1962 den Filialleiter der Geschäftsstelle Winningen. Am 9. März 1962 wurde Freese auf der Flucht gefasst und später zu einer langjährigen Haftstrafe verurteilt.
Ein folgenschwerer Bankraub auf die Geschäftsstelle Schenkendorfplatz ereignete sich am 5. Oktober 1982. Zwei Bankräuber nahmen fast 15 Stunden lang neun Geiseln. Um ein Fluchtfahrzeug zu erpressen, schoss einer der Räuber dem 19 Jahre alten Bankkaufmann Detlef Becker ins Knie, der infolgedessen wenige Tage später an einer Lungenembolie starb. Die Täter erbeuteten zunächst 1,2 Millionen DM, wurden aber später gefasst und wegen Mordes verurteilt.